# Hermippé
Hermippé (J XXX Hermippe) est un satellite naturel de Jupiter découvert en 2001 (d'où sa désignation provisoire S/2001 J 3).
Elle appartient au groupe d'Ananké, constitué de lunes irrégulières et rétrogrades qui orbitent Jupiter entre 19,3 et 22,7 Gm de distance, à des inclinaisons d'environ 150°.
Elle tirerait son nom d'une conquête amoureuse de Zeus, duquel elle aurait eu Orchomène. La maternité de ce dernier est aussi attribuée à Isonoé, mais il se peut que ce soit un autre Orchomène (on en connaît six).